# Acanthogonatus patagonicus
Acanthogonatus patagonicus là một loài nhện trong họ Nemesiidae.
Acanthogonatus patagonicus được miêu tả năm 1905 bởi Simon.